# Austrofascisme
 (décembre 2024).
Si vous disposez d'ouvrages ou d'articles de référence ou si vous connaissez des sites web de qualité traitant du thème abordé ici, merci de compléter l'article en donnant les références utiles à sa vérifiabilité et en les liant à la section « Notes et références ».
1934–1938

Drapeau du Front patriotique.

L’austrofascisme est un terme utilisé pour décrire le régime politique instauré en Autriche entre 1934 et 1938. 
Ce régime marque la fin de la Première République d'Autriche établie en 1919. La Constitution de l'État austrofasciste ne considère alors plus l'Autriche comme une République mais comme un État corporatiste ou fédéral (en allemand Ständestaat ou Bundesstaat Österreich). 
La figure la plus marquante de ce régime est le chancelier Engelbert Dollfuss, assassiné par les nazis en juillet 1934. Ce régime se caractérisa par son autoritarisme, son catholicisme d'État, son opposition au marxisme et au nazisme, son désir d'autarcie économique, et ses alliances politiques avec l'Italie fasciste. 
Le Front patriotique en était le parti unique (celui du chancelier), les partis communiste, socialiste et nazi ayant par ailleurs été interdits. L'austrofascisme se termine en 1938 par l'Anschluss, c'est-à-dire l'annexion de l'Autriche par le Troisième Reich.

## Les austrofascistes au pouvoir

### Mise en place de la dictature

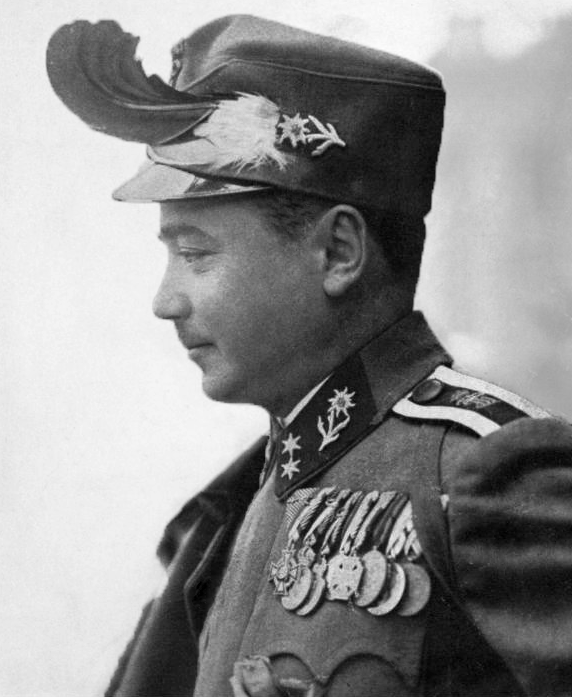
Engelbert Dollfuss en 1933.

Le 20 mai 1932, le président autrichien Wilhelm Miklas appelle Dollfuss au poste de chancelier. Cette nomination survient à un moment critique pour la jeune république autrichienne, touchée de plein fouet par la crise de 1929. Elle doit aussi faire face aux querelles politiques qui opposent sociaux-démocrates et sociaux-chrétiens. Dollfuss est décidé à suivre la politique de son prédécesseur Ignaz Seipel et, bien que son parti ne dispose que d’une voix de majorité au parlement, il refuse toute coalition avec les sociaux-démocrates. Décidé à redresser la situation du pays, il se lance, non sans difficulté, dans le rétablissement de l’équilibre financier, à la stabilisation du schilling et à la réorganisation du Creditanstalt, une des principales banques autrichiennes. 
Le 30 janvier 1933, Hitler est nommé chancelier d'Allemagne. Cet événement marque le début du combat que vont se mener le parti nazi autrichien et Dollfuss ; l’un voulant l’Anschluss, l’autre le combattant fermement. Conscient de la puissance de son adversaire, Dollfuss essaie de trouver rapidement des alliés : à l’extérieur, Mussolini se révèle être un protecteur. Mais à l’intérieur, le chancelier tente vainement de créer un gouvernement de coalition avec les sociaux-démocrates. Ces derniers refusent tout compromis et exigent de nouvelles élections, que Dollfuss refuse à son tour.
Le 4 mars 1933, le président et les deux vice-présidents du Parlement démissionnent afin de pouvoir prendre part au vote particulièrement serré d'une loi. Engelbert Dollfuss déclare le Parlement dissous, puisque incapable de fonctionner. L’Autriche devient un État autoritaire, corporatif et catholique. Dollfuss ne gouverne désormais que par décrets ; ce pouvoir dictatorial lui permet de supprimer le droit de grève et de réunion, ainsi que les cours d'assises, et d’interdire la presse marxiste. Commence alors ce que les historiens ont par la suite appelé l'austrofascisme.
Le 30 mai 1933, le Parti communiste d'Autriche est dissous, de même que le parti nazi le 20 juin 1933. Ses nombreux membres actifs sont arrêtés et placés dans des camps de concentration. En réaction, la radio allemande le discrédite, utilisant le fait que son père soit inconnu pour l’accuser d’être un « demi-juif ». Il devient la cible à abattre pour les nazis autrichiens.
Au mois de février 1934, des barricades sont dressées à Vienne, où se déroulent des combats de rue auxquels participent des ouvriers tels que Gustav Gronich, futur résistant clandestin du mouvement des Révolutionnaires communistes en France pendant la Seconde Guerre mondiale. Une nouvelle constitution finit par être promulguée le 1er mai 1934, et fait de l'Autriche un "Etat chrétien, corporatif, germanique et autoritaire".

### Tentative de coup d'État de 1934

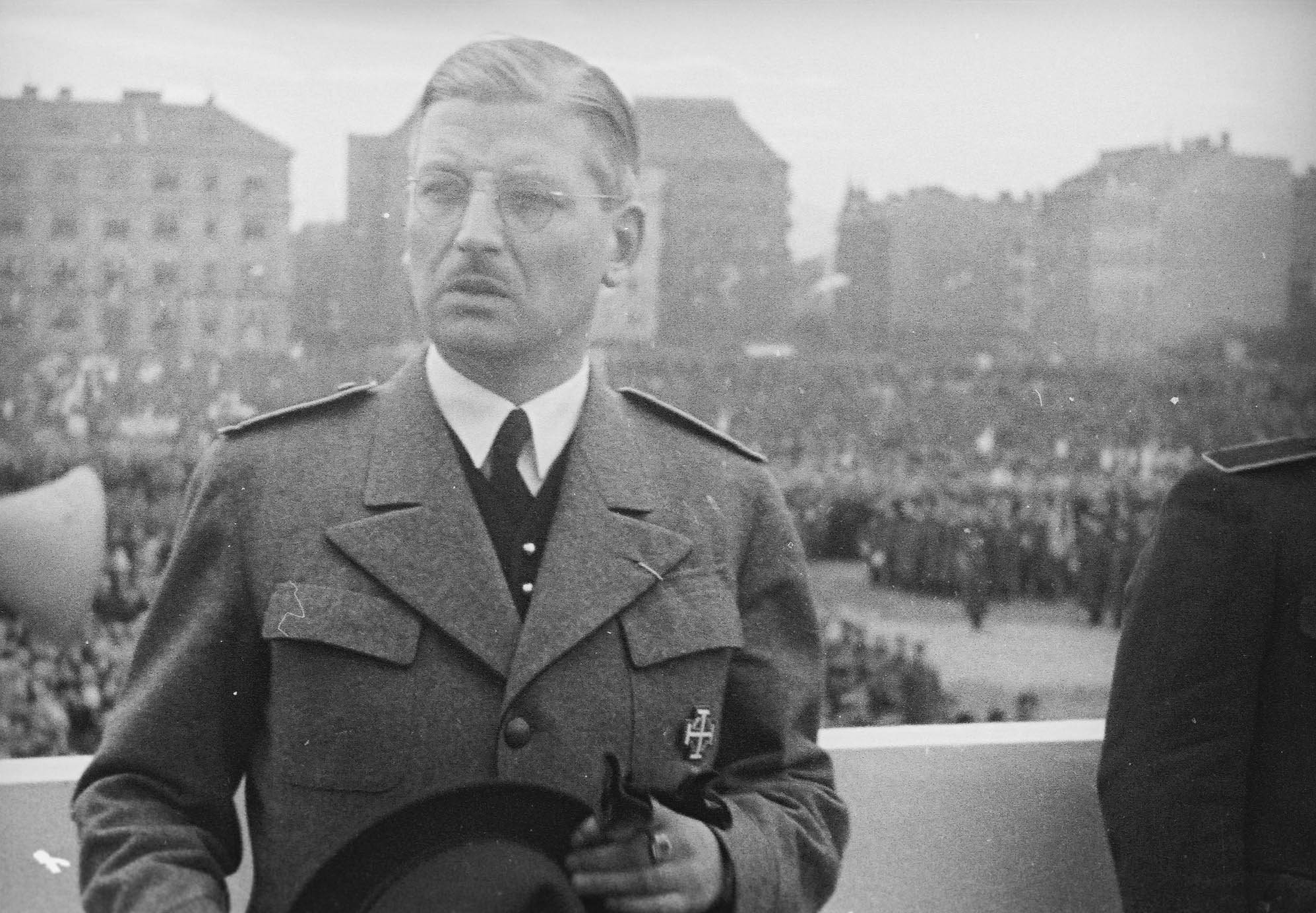
Kurt von Schuschnigg en 1936.

En juillet 1934, les nazis autrichiens tentent un coup d’État qui échoue et fait environ 270 morts. Le chancelier Dollfuss est assassiné et von Schuschnigg lui succède (il restera à la chancellerie jusqu’à l’Anschluss de 1938). Treize personnes sont exécutées et quatre se suicident avant leur exécution. Pendant ce coup d’État, l’Allemagne reste neutre car elle ne se sent pas encore assez forte militairement pour intervenir. Mussolini, alors encore hostile et méfiant vis-à-vis du Troisième Reich, envoie des soldats à la frontière autrichienne pour protéger l’indépendance de l’Autriche si elle venait à être menacée.

### 1934-1938: l'hostilité allemande et Anschluss

L'État fédéral d'Autriche (Ständestaat) dans les frontières européennes de 1938.

De 1934 à 1938, Schuschnigg mène une intense mais prudente activité diplomatique afin de faire garantir l'indépendance de son pays par l'Italie, la France et le Royaume-Uni pendant que le chef d'état-major de l'armée autrichienne, Alfred Jansa, dresse des plans pour s'opposer militairement à une éventuelle agression allemande. 
Même si un accord avec le Troisième Reich du 11 juillet 1936 réaffirme le maintien de l'indépendance de l'Autriche, celle-ci est désignée comme « le second État allemand » et elle s'engage à « mener une politique extérieure conforme aux intérêts pangermaniques » et à autoriser l'activité politique du parti nazi. Au cours de l'été 1937, Hitler fait part à Joseph Goebbels de sa volonté de résoudre le problème autrichien par la force, non seulement pour des raisons idéologiques, stratégiques et militaires, mais aussi pour des motifs économiques, l'Autriche disposant d'importantes réserves d'or et de devises, de main-d'œuvre et de matières premières ; elle sera annexée en mars 1938 lors de l'Anschluss.

### Politique économique
Après l'arrivée au pouvoir du gouvernement austrofasciste, l'Autriche s'éloigne de l'économie de marché. Les échanges internationaux sont progressivement interdits en réponse au Krach de 1929. Entre 1932 et 1933, le chômage avait augmenté de 22 %. En réponse, les austrofascistes suppriment les allocations chômage. En outre, le gouvernement créé des coopérations de travailleurs afin de satisfaire les mouvements ouvriers. 

### Politique culturelle
La politique culturelle officielle du gouvernement austrofasciste entre 1933 et 1938 était l'affirmation des styles « pré-révolutionnaires » (baroque et autres), visant à rappeler la thématique de la « menace de l'Est » — le siège de Vienne et l'expansion de l'Empire ottoman en Europe — ensuite dirigée contre l'URSS. De cette façon, le gouvernement a mis en garde ses citoyens contre ce qu'il appelle le « bolchevisme culturel », considéré comme une menace majeure pour l'Autriche.